# Laysha
Laysha (estilizado como LAYSHA, hangul: 레이샤) é um grupo feminino sul-coreano pertencente à S Media Entertainment. Ele atualmente é composto por quatro integrantes: Goeun, Chaejin, Hadam e Bitna. Foi originalmente formado pela JS Entertainiment, sua estreia oficial ocorreu em 12 de maio de 2015 com o lançamento do single "LAYSHA". O grupo é conhecido por seus conceitos únicos durante suas apresentações, que se tornaram virais durante os anos.

## História

### 2015: Estreia com "Turn Up The Music",mudanças na formação
O grupo oficialmente debutou em 12 de maio de 2015 com o álbum LAYSHA, do qual continha o single "Turn Up the Music". Inicialmente o grupo era composto por cinco integrantes, Som, Goeun, Chaejin (também conhecida pelo nome artístico de Rizell), Yoobin e Seulgi. 
Porém, pouco depois do debut do grupo, em agosto a JS anúnciou a saída de Seulgi e a entrada de Choim para o Laysha, e no mesmo mês, elas também apresentaram uma nova música de sua autoria, o single "Hello", e também a música "Goodbye My Boy", porém, ambas as obras apresentadas não foram lançadas.
Nas atividades de agosto foi inevitável perceber que Choim ocasionalmente não aparecia com o grupo, porém nada confirmava sua saída do grupo, caso contrário foi o que aconteceu com Yoobin, já que em outubro foi confirmado através das redes sociais sua saída do grupo, por motivos pessoais. Logo em seguida, foi confirmada a saída oficial de Choim, pois ela desejava seguir a carreira de modelo, não chegando a ser inclusa na formação oficial do grupo, pois saiu pouco tempo após entrar.
Para o seu primeiro comeback "Chocolate Cream", teasers foram ao ar e junto com eles a notícia de que havia entrado uma nova integrante, sendo ela, Hyeri, a nova maknae do grupo, o grupo seguiu formado por quatro integrantes.

### 2016: "Chocolate Cream" e "Party Tonight"
Em 20 de julho de 2016, Laysha fez seu primeiro comeback com o single "Chocolate Cream", em colaboração com o rapper sul-coreano Nassun. Este marcou o primeiro lançamento do grupo a ser acompanhado por um videoclipe, disponibilizado em sua conta oficial no YouTube. O lançamento do single rapidamente atingiu uma grande popularidade, levando o grupo a receber diversos comentários por parte dos internautas, devido à sua letra e coreografia provocativa, e suas apresentações ao vivo com roupas chamativas.
Mais tarde no mesmo ano, em 11 de novembro, o grupo lançou sua nova música intitulada "Party Tonight". Esta canção, conhecida pelos fãs por sua letra divertida e batida contagiante, geralmente era cantada nos finais dos shows do grupo. É um remake da música de mesmo nome da dupla sul-coreana Duke, originalmente lançada em seu álbum "Two House Prism".

### 2017: "Pink Label"
Em 13 de dezembro, o grupo anunciou seu mais novo comeback com o single "Pink Label". A letra da música retrata garotas confiantes que atraem a atenção e olhares devido à sua aparência sedutora. A canção apresenta uma mistura dinâmica de batidas e ritmos, combinando elementos de dance pop, EDM, retrô e hip-hop. Foi oficialmente lançada em 18 de dezembro, a música rapidamente conquistou popularidade entre os fãs devido à inovação musical trazida pelo grupo neste lançamento.

### 2018: Controvérsia e nova empresa
Em 29 de agosto de 2018, Som e Goeun revelaram publicamente que a JS Entertainment havia utilizado câmeras escondidas em seus quartos, banheiros e vestiários, com o objetivo de capturar imagens pessoais  para venda e comércio online. Essa revelação rapidamente se espalhou pelas comunidades online de K-pop, resultando em uma mobilização dos usuários com a hashtag #ProtectLAYSHA nas plataformas Instagram, Twitter, Reddit, entre outros, em apoio às integrantes e em repúdio à empresa.
Diante desse escândalo, as integrantes tomaram medidas legais para lidar com a situação. No entanto, logo surgiram acusações sem fundamento de que Laysha teria inventado sobre a controvérsia das câmeras escondidas como estratégia de marketing. Goeun negou essas acusações.
Como resultado desse acontecimento, o grupo decidiu mudar de empresa. A líder do grupo, Goeun, assumiu a responsabilidade pela gestão das atividades e da imagem do Laysha, dando origem a sua própria empresa, a A1 Entertainment.

#### Som entra em hiato, integrantes temporárias
Em 28 de dezembro, foi anunciado que Som faria uma pausa nas atividades do Laysha devido a questões de saúde. Durante esse período, foram introduzidas novas integrantes temporárias em seu lugar, incluindo Hadam, ex-integrante do grupo, Bambino (grupo sob gestão da JS Entertainment), Hayeon e Hayoung, dançarinas do grupo cover Mayqueen, grupo gerido pela A1 Entertainment, e Sia, porém apenas a última citada foi oficialmente incluída na formação oficial do grupo.

### 2019: Saída de Som e Hyeri, entrada de Sia e Boreum, "Freedom"
No dia 14 de junho, a agência comunicou por meio das redes sociais que Som e Hyeri haviam oficialmente deixado o grupo, após anos de atividade, devido a questões pessoais. Ao mesmo tempo, Sia foi oficialmente confirmada como integrante do grupo. Além disso, a mais nova integrante Boreum foi apresentada na formação. Esta nova formação estreou com o single "Freedom", lançado em 20 de dezembro de 2019.

### 2020-2022: Mudança da empresa e integrante temporária
Durante este período, o grupo ficou relativamente inativo devido aos desafios decorrentes da pandemia. Em 2021, o Laysha iniciou seu processo para um novo comeback, introduzindo uma nova integrante temporária chamada de Semi, uma dançarina chinesa/sul-coreana do também grupo cover Mayqueen. Ela assumiu o lugar de Sia durante a passagem do grupo pela China, já que Sia enfrentou dificuldades para obter seu visto.
Após a saída de Semi e o retorno de Sia à formação, as integrantes anunciaram aos seus fãs, conhecidos como Sunrise, que estavam se juntando à Double Media. Elas também prometeram muitas surpresas para novembro, incluindo a preparação do seu primeiro álbum.

### 2023: Saída de Boreum, nova agência, novas integrantes, "Red Flower", "Summer Night" e "Yes or Not"
Em 29 de março, foi anunciado através do Instagram do grupo de que Boreum havia deixado o Laysha por motivos de saúde, resultando temporariamente em um grupo composto por apenas três integrantes.
No dia 3 de abril, o Laysha anunciou a adição de duas novas integrantes: Bitna, que assumiria o papel de rapper de apoio, e Rahye, designada como vocalista principal. Além disso, Chaejin mudou seu nome artístico para Rizell, embora tenha retomado o uso de Chaejin pouco tempo depois. Em 12 de abril, foi revelado que o Laysha havia se mudado para a S Media Entertainment.
Em 18 de maio, foi anunciado que o grupo retornaria com o single digital "Red Flower" em 16 de junho. A música marca um novo começo para o Laysha, apresentando um conceito oriental, com uma letra refinada e madura. Este lançamento também marcou a estreia do grupo em programas sul-coreanos de apresentações, incluindo o Simply Kpop.
Em 13 de agosto, Goeun anunciou que o grupo retornaria em 20 de agosto com o single digital "Summer Night". Antes do anúncio oficial, Rahye já havia dado dicas sobre esse comeback, compartilhando trechos da coreografia e interagindo com os fãs em suas postagens.
Em 11 de setembro, foi divulgado que Rahye havia deixado o grupo para focar em seus projetos pessoais, e que a agência iniciaria audições para uma nova integrante. 
Em 23 de novembro, elas lançaram seu novo single digital "Yes or Not", que incorporou elementos de reggae ao conceito sexy do grupo. Este lançamento também marcou a adição de Ina, uma DJ sul-coreana e ex-integrante dos grupos Pocket Girls, TWEETY e AiRiSU, que anteriormente havia lançado músicas solo, incluindo "Without You".

### 2024: Saída de Sia e Ina, nova integrante, músicas regravadas, "Domino"
Por volta de janeiro de 2024, Sia deixou o grupo silenciosamente. A descoberta ocorreu quando a conta do Instagram do Laysha já não seguia mais a artista. A empresa informou que a ex-integrante estava focada em outros projetos pessoais, incluindo sua preparação para lançar uma carreira como DJ. Supôs-se que ela havia sido substituída por uma nova integrante, Jian, ex-integrante do grupo de trot RuViChe. Sua saída foi oficialmente confirmada em 16 de janeiro. Em 1º de fevereiro, foi informado que Ina também estaria deixando o grupo, quando foi anunciado que ela retomaria sua carreira solo como DJ em eventos, e que o Laysha voltaria ao seu conceito com quatro integrantes. 
Durante o mês de março, por meio de suas redes sociais, o grupo revelou que estaria regravando suas músicas antigas, como "Chocolate Cream" e "Party Tonight", suas canções mais performadas durante shows e eventos. As regravações contariam com novas filmagens e a adição dos vocais de Bitna e Jian. No dia 11 do mesmo mês, o grupo anunciou que seu primeiro comeback do ano seria intitulado "Chocolate Cream II". O lançamento contaria com a participação de Microdot, um famoso rapper sul-coreano. A música foi oficialmente lançada em 18 de março, com uma nova coreografia e roupas menos provocativas, refletindo a nova era e conceito do grupo. 
Em 26 de março, o grupo relançou sua música "Party Tonight". A nova versão conta com uma nova mixagem e gravação, além da regravação dos vocais de todas as integrantes. Esse foi o lançamento com mais investimento do grupo até o momento, apresentando alta qualidade visual, além de um grande investimento em cenário e figuração. 
Em 13 de abril, sem aviso prévio, o grupo relançou sua música "Yes or Not" nas plataformas digitais. A versão anterior da música havia sido removida um mês antes. A nova versão exclui os vocais das ex-integrantes Sia e Ina, substituindo-os pelos vocais de Jian. Esta versão foi lançada apenas na conta do Spotify do grupo. 
Em 24 de junho, a conta oficial do grupo começou a divulgar imagens que poderiam indicar um novo comeback. Nos dias 5 e 10 de julho, foram reveladas filmagens e fotos para este novo comeback, que ocorreria durante o verão coreano. Em 25 de julho, o grupo lançou o teaser oficial de seu mais novo single, que teve seu nome oficialmente revelado como "Domino". Esta será a primeira música inédita a ser lançada pelo grupo neste ano. 
Em 11 de fevereiro de 2025, a conta oficial de Laysha no Instagram parou de seguir Jian e começou a seguir o ex-membro Hadam. Isso deu início a especulações sobre uma possível mudança de membros no grupo, que mais tarde foi confirmada devido a um vídeo promocional sendo carregado com Hadam e os membros atuais do grupo. 

## Integrantes
- Goeun (hangul: 고은) nascida Kim Go-Eun (hangul: 김고은) na Coreia do Sul em 26 de dezembro de 1990 (34 anos). Líder do grupo, vocalista principal, rapper, dançarina de apoio e ceo.
- Chaejin (hangul: 채진) nascida Kim Chae-Jin (hangul: 김채진), na Coreia do Sul em 26 de abril de 1991 (33 anos). Rapper e dançarina principal.
- Hadam (hangul: 하담) nascida Min Ha-dam (hangul: 민하담) na Coreia do Sul em 31 de Maio de 1991(33 anos). Dançarina e
- Bitna (hangul: 빛나) nascida Oh Hye-Ji (hangul: 오혜지) na Coreia do Sul em 07 de agosto de 1996 (28 anos). Rapper de apoio, sub vocalista, maknae, durante o ano de 2024.

### Ex-integrantes
- Seulgi (hangul: 슬기) nascida Park Seul-gi (hangul: 박슬기) na Coreia do Sul em 13 de março de 1992 (33 anos). Vocalista, dançarina, e maknae, durante o ano de 2015.
- Choim (hangul: 초임) nascida Han Cho-im (hangul: 한초임) na Coreia do Sul em 4 de Dezembro de 1990(33 anos). Dançarina, vocalista e integrante temporária.
- Yoobin (hangul: 유빈) nascida Jeong Yu-been (hangul: 정유빈) na Coreia do Sul em 15 de janeiro de 1992 (33 anos). Rapper, dançarina e vocalista de apoio.
- Som (hangul: 솜) nascida Yang Da-som (hangul: 양다솜) na Coreia do Sul em 15 de maio de 1990 (34 anos). Vocalista e dançarina de apoio.
- Hyeri (hangul: 혜리) nascida Yang Hye-ri (hangul: 양혜리) na Coreia do Sul em 4 de dezembro de 1992 (32 anos). Vocalista, dançarina de apoio e maknae, durante os anos de 2015-2019..
- Hayeon (hangul: 하연) nascida na Coreia do Sul em 3 de Julho de 1994 (30 anos). Dançarina e integrante temporária.
- Hayoung (hangul: 하영) nascida Yoo Ha-young (hangul: 유하영) na Coreia do Sul em 1 de Julho de 1997 (27 anos). Dançarina, integrante temporária, e maknae, durante o ano de 2019
- Semi (hangul: 세미) nascida na Coreia do Sul em 18 de Janeiro de 1995 (29 anos). Dançarina e integrante temporária.
- Boreum (hangul: 보름), nascida Kim Do-Young (hangul: 김도영) na Coreia do Sul em 12 de agosto de 1996 (28 anos). Sub vocalista, dançarina, e maknae, durante os anos de 2019-2023.
- Rahye (hangul: 라혜) nascida Lee Eun-Hye (hangul: 이은혜) na Coreia do Sul em 07 de setembro de 1992 (32 anos). Vocalista principal e dançarina.
- Sia (hangul: 시아) nascida Kim Sei-Hee (hangul: 세히) na Coreia do Sul em 26 de outubro de 1995 (29 anos). Dançarina de apoio, rapper, sub vocalista e maknae, durante os anos de 2023-2024.
- Ina (hangul: 이나) nascida Ryu Yi-Na (hangul: 유이나) na Coreia do Sul em 24 de outubro de 1991 (33 anos). Vocalista de apoio, dançarina, e integrante convidada.
- Jian (hangul: 지안) nascida Hong Ji-won (hangul:홍지원), legalmente mudado para Hong Ye-jin (hangul: 홍예진), na Coreia do Sul em 02 de maio de 1994 (30 anos). Vocalista e dançarina de apoio.

## Discografia coreana

### Singles
- 2015: Turn up the Music
- 2016: Chocolate Cream
- 2016: Party Tonight
- 2017: Pink Label
- 2019: FREEDOM (프리덤)
- 2023: Red Flower
- 2023: Summer Night
- 2023: Yes or Not
- 2024: Chocolate Cream II
- 2024: LAYSHA Party Tonight
- 2024: Yes or Not (Nova versão)
- 2024: Domino

##### Não lançadas oficialmente
- 2015: Hello
- 2015: Goodbye My Boy

## Videografia

### Videoclipes
| Ano  | Título                           | Álbum             |
| ---- | -------------------------------- | ----------------- |
| 2015 | "Turn Up the Music"              | Non-album singles |
| 2016 | "Chocolate Cream (feat. NASSUN)" | Non-album singles |
| 2017 | "Party Tonight (Remake Ver.)"    | Non-album singles |
| 2017 | "PINK LABEL"                     | Non-album singles |
| 2019 | "FREEDOM (프리덤)"               | Non-album singles |
| 2023 | "Red Flower"                     |                   |
| 2023 | "Summer Night"                   |                   |
| 2023 | "Yes or Not"                     |                   |
| 2024 | "Chocolate Cream II"             | Non-album singles |
| 2024 | "LAYSHA Party Tonight"           | Non-album singles |
| 2024 | "Yes or Not (Nova versão)"       | Non-album singles |